# 沃尔特·泰索尔
沃尔特·泰索尔（英語：Walter Tysall，1880年4月3日—1955年），生于伯明翰，英国男子竞技体操运动员。他曾获得1908年夏季奥运会体操比赛男子个人全能银牌。他于1955年在普雷斯顿市去世。